# Blassok
Blassok är en sjö i Arjeplogs kommun i Lappland som ingår i Umeälvens huvudavrinningsområde. Sjön har en area på 0,264 kvadratkilometer och ligger 731,7 meter över havet. Blassok ligger i Laisälven Natura 2000-område. Vandringsleden Kungsleden passerar sjön.

## Delavrinningsområde
Blassok ingår i delavrinningsområde (735275-152963) som SMHI kallar för Mynnar i Laisälvens vattendragsyta. Medelhöjden är 757 meter över havet och ytan är 75,81 kvadratkilometer. Räknas de 20 avrinningsområdena uppströms in blir den ackumulerade arean 371,68 kvadratkilometer. Barasjåkkå som avvattnar avrinningsområdet har biflödesordning 4, vilket innebär att vattnet flödar genom totalt 4 vattendrag innan det når havet efter 450 kilometer. Avrinningsområdet består mestadels av skog (43 procent) och kalfjäll (53 procent). Avrinningsområdet har 1,86 kvadratkilometer vattenytor vilket ger det en sjöprocent på 2,4 procent.